# روبرت بلومين
روبرت بلومين، (بالإنجليزية: Robert Plomin)‏ هو عالم وراثة وعالم نفس أمريكي. اشتهر بعملهِ في دراسات التوائم وعلم الوراثة السلوكية. صنف استطلاع مراجعة علم النفس العام، الذي نُشر في عام 2002، بلومين في المرتبة 71 من علماء النفس الأكثر شهرة في القرن العشرين. ولهُ عدة كتب في علم الوراثة وعلم النفس.

## حياته
ولد روبرت بلومين في يوم 1 كانون الثاني عام 1948 في ولاية شيكاغو الأمريكية، لعائلة من أصل بولندي ألماني. تخرج من المدرسة الثانوية من أكاديمية جامعة ديبول في شيكاغو، ثم حصل على شهادة البكالوريوس في علم النفس من جامعة ديبول عام 1970 وحصل على شهادة الدكتوراه في علم النفس عام 1974 من جامعة تكساس في أوستن تحت إشراف عالم نفس الشخصية أرنولد إتش. ثم عمل في معهد علم الوراثة السلوكية بجامعة كولورادو بولدر من عام 1986 حتى عام 1994. وعمل في جامعة ولاية بنسلفانيا، حيث درس عن التوائم المسنين المنفصلين عن بعضهما البعض وتربية التوأم معًا لدراسة الشيخوخة، ومنذ عام 1994 كان يعمل في معهد الطب النفسي (كينجز كوليدج لندن). شغل منصب الرئيس لجمعية علم الوراثة السلوكية. في عام 1987 تزوج بلومين من جوديث دن، وهي عالمة نفس وأكاديمية بريطانية.

## أعماله
ركز روبرت بلومين في أبحاثه على الأطفال الصغار والمتبنين. وعلى دراسة الجانب الوراثي وتحديد انسبة تأثير الجينات في الاختلافات بين سمات شخصية الفرد في مجموعة سكانية معينة. تتعارض أعمال بلومين مع أطروحات التحليل النفسي والعلوم الإنسانية التي تركز في الأولوية على دور التعليم أو التنشئة الاجتماعية.

لاحظ بأن الوراثة تمثل 50٪ من الاختلافات النفسية بين الأفراد، من حيث الشخصية والقدرات العقلية، وتمثل البيئة 50% من هذه الاختلافات. لكن بلومين يضيف بأن نسبة كبيرة من هذا الجزء المتعلق بالبيئة لا يعزى إلى التأثيرات البيئية التي يمكن التحكم فيها والتخطيط لها، فهي حسب رأيه تشكل أحداثًا غير مرئية. ويخلص إلى أن البيئية لها تأثير محدود على الذكاء مقارنة مع الوراثة. وهذا ينطبق مثلا على الخبرة في القراءة كما قال في مقال صدر بمجلة "Intelligence"
"إن النشأة في نفس العائلة والالتحاق بنفس المدارس يمثل أقل من خمس الفرق بين القراء الخبراء والقراء العاديين." روبرت بلومين 

حسب روبرت بلومين، إن القدرة على التعلم والتفكير وحل المشكلات هي في طليعة الأبحاث الوراثية السلوكية. الذكاء وراثي بدرجة كبيرة، والوراثة تتنبأ بالنتائج التعليمية والمهنية والصحية المهمة بشكل أفضل من أي سمة أخرى. تفتح هذه النتائج آفاقًا جديدة للبحث في أسباب الذكاء وعواقبه باستخدام نتائج الدراسات على مستوى الجينوم والتي تجمع تأثيرات آلاف المتغيراالجينية.

## الجوائز
- زميل الاكاديمية البريطانية.
- جائزة الزمالة لويليام جيمس.

## روابط خارجية
- مقابلة روبرت بلومين مع دافيدلبنسكي